# Nazionale femminile di pallavolo della Malaysia
La nazionale femminile di pallavolo della Malaysia è una squadra asiatica ed oceaniana composta dalle migliori giocatrici di pallavolo della Malaysia ed è posta sotto l'egida della Federazione pallavolistica della Malaysia.

## Risultati

### Competizioni AVC
| 1975 | non qualificata | -            |
| 1979 | non qualificata | -            |
| 1983 | non qualificata | -            |
| 1987 | 9º posto        | Convocazioni |
| 1989 | non qualificata | -            |
| 1991 | non qualificata | -            |
| 1993 | non qualificata | -            |
| 1995 | non qualificata | -            |
| 1997 | non qualificata | -            |
| 1999 | non qualificata | -            |
| 2001 | non qualificata | -            |
| 2003 | non qualificata | -            |
| 2005 | non qualificata | -            |
| 2007 | non qualificata | -            |
| 2009 | non qualificata | -            |
| 2011 | non qualificata | -            |
| 2015 | non qualificata | -            |
| 2015 | non qualificata | -            |
| 2017 | non qualificata | -            |
| 2019 | non qualificata | -            |
| 2023 | non qualificata | -            |

| 2008 | 8º posto        | Convocazioni |
| 2010 | non qualificata | -            |
| 2012 | non qualificata | -            |
| 2014 | non qualificata | -            |
| 2016 | non qualificata | -            |
| 2018 | non qualificata | -            |
| 2022 | non qualificata | -            |

| 2022 | 3º posto        | Convocazioni |
| 2023 | non qualificata | -            |
| 2024 | non qualificata | -            |